# Bandsperre

Schaltzeichen einer Bandsperre

Eine Bandsperre, auch Bandstoppfilter, Bandsperrfilter oder in der Tontechnik Badewannenfilter genannt, ist in der Elektrotechnik ein Filter, das ein bestimmtes, meist breites Frequenzband abschwächt und im Grenzfall nicht passieren lässt. Dabei werden in analogen Schaltungsstrukturen Serien- und Parallelschwingkreise gegenüber dem Bandpass vertauscht, woraus das dazu entgegengesetzte Verhalten resultiert.
Im Unterschied zu einem Kerbfilter (englisch notch filter), welches in der Übertragungsfunktion nur eine einzige Nullstelle aufweist, welche idealerweise genau auf eine einzige zu unterdrückende Frequenz gelegt wird, kann die Übertragungsfunktion der Bandsperre auch unterschiedliche Nullstellen umfassen und damit eine breitere Bandbreite im Sperrbereich umfassen.

Betragsfrequenzgang einer Bandsperre

Als Grenzfrequenzen einer Bandsperre sind diejenigen Frequenzen definiert, bei denen das Verhältnis von Ausgangs- zu Eingangsspannung
{\displaystyle {\frac {U_{\mathrm {aus} }}{U_{\mathrm {ein} }}}={\frac {1}{\sqrt {2}}}=70{,}7\,\%}
bzw. −3 dB beträgt.
Die Mittenfrequenz ist das geometrische Mittel aus der oberen und unteren Grenzfrequenz:
{\displaystyle f_{0}={\sqrt {f_{2}\cdot f_{1}}}}
Bei der statischen Frequenzgangveränderung, der Emphasis und der Deemphasis, wird statt der Grenzfrequenz üblicherweise die Zeitkonstante angegeben.